# Пратола Пелиња
Пратола Пелиња (итал. Pratola Peligna) је насеље у Италији у округу Л'Аквила, региону Абруцо.
Према процени из 2011. у насељу је живело 7043 становника. Насеље се налази на надморској висини од 326 м.

## Становништво
Према резултатима пописа становништва 2011. у општини је живело 7.840 становника.
| 1931.  | 1936.  | 1951.  | 1961. | 1971. | 1981. | 1991. | 2001. | 2011. |
| ------ | ------ | ------ | ----- | ----- | ----- | ----- | ----- | ----- |
| 10.585 | 10.444 | 10.683 | 8.826 | 7.438 | 7.866 | 7.939 | 7.814 | 7.840 |

## Партнерски градови
- Хамилтон